# Mimocagosima ochreipennis
Mimocagosima ochreipennis är en skalbaggsart som beskrevs av Stefan von Breuning 1968. Mimocagosima ochreipennis ingår i släktet Mimocagosima och familjen långhorningar.
Artens utbredningsområde är Laos. Inga underarter finns listade i Catalogue of Life.